# Windows NT 3.51
Windows NT 3.51 je v informatice název již nepodporovaného operačního systému z řady Windows NT od firmy Microsoft, který byl vydán v roce 1995. K dispozici byla verze pro firemní počítače (workstation) a serverová verze. Podpora systému byla ukončena v roce 2001. Předchůdcem byl systém Windows NT 3.5, nástupcem byl Windows NT 4.0.

## Vývoj
Poslední aktualizační balíček (anglicky Service Pack) pro Windows NT 3.51 s označením SP5 byl vydán 19. září 1996. Podpora systému byla ukončena 31. prosince 2001.